# Бинг, Фрэнсис, 5-й граф Страффорд
Преподобный Фрэнсис Эдмунд Сесил Бинг, 5-й граф Страффорд (англ. Francis Edmund Cecil Byng, 5th Earl of Strafford; 15 января 1835 — 18 января 1918) — английский священник и пэр.

## Предыстория
Родился 15 января 1835 года. Третий сын Джорджа Бинга, 2-го графа Страффорда (1806—1886), и его первой жены Агнес Пэджет (1809—1845). Он получил образование в Итоне (где он получил премию принца Альберта в области современных языков) и Крайст-Черч в Оксфорде, где изучал право и современную историю.

## Духовная карьера
После принятия духовного сана Фрэнсис Бинг стал настоятелем Литтл-Кастертона, Ратленд, с 1859 по 1862 год; служил викарием Святой Троицы в Твикнеме и капелланом в Хэмптон-Корте с 1862 по 1867 год. Он был назначен почетным капелланом королевы Виктории в 1867 году и ординарным капелланом в 1872 году. Позднее он служил капелланом спикера Палаты общин с 1874 по 1889 год.
В 1867 году Чарльз Джеймс Фрик (который отвечал за жизнь церкви) назначил Фрэнсиса Бинга викарием высокой церкви Святого Петра в Крэнли-Гарденс. Он оставался викарием собора Святого Петра, который стал модным («Его прекрасная внешность, его красивый голос и его высокое происхождение сделали его любимцем пар, собиравшихся пожениться») до 1889 года; и поддерживал долгую переписку с бывшим органистом церкви Святого Петра сэром Артуром Салливаном. В 1889 году Фрэнсис Бинг был избран Великим капелланом масонства в Англии.

## Отставка с должности
Сообщается, что в 1889 году Фрэнсис Бинг внезапно отказался от всех своих бенефициаров и покинул Лондон, предположительно из-за проблем с карточным долгом (говорили, что он «пристрастился к картам»).
Фрэнсис Бинг графский титул в мае 1899 года, когда его старший брат Генри Бинг, 4-й граф Страффорд, погиб в результате железнодорожной катастрофы, через год после того, как унаследовал титул от своего бездетного старшего брата Джорджа Бинга, 3-го графа Страффорда, либерального политика.

## Личная жизнь
Фрэнсис Бинг был дважды женат. 8 июня 1859 года он женился первым браком на Флоренс Луизе Майлз (1840 — 14 февраля 1862), дочери сэра Уильяма Майлза, 1-го баронета (1797—1878), и Кэтрин Гордон. У супругов было двое сыновей:
- Артур Джордж Бинг (25 апреля 1860 — 17 января 1861)
- Эдмунд Генри Бинг, 6-й граф Страффорд (27 января 1862 — 24 декабря 1951), второй сын и преемник отца.

4 августа 1866 года Фрэнсис Бинг женился вторым браком на Эмили Джорджине Керр (? — 27 октября 1929), дочери адмирала лорда Фредерика Герберта Керра (1818—1896) и Эмили Софии Мейтленд. У супругов было восемь детей:
- Леди Рэйчел Теодора Бинг (? — 25 сентября 1932)
- Леди Ирен Хилдэр Бинг (? — 24 марта 1908)
- Леди Энн Дороти Фредерика Бинг (? — 31 января 1907)
- Леди Эстер Джоан Бинг (? — 31 августа 1976)
- Беатрис Агнес Бинг (ок. 1868 — 17 марта 1868)
- Элджернон Керр Хьюберт Бинг (5 февраля 1872 — 28 декабря 1872)
- Достопочтенный Иво Фрэнсис Бинг (20 июля 1874 — 11 июня 1949), отец Роберта Сесила Бинга, 7-го графа Страффорда (1904—1984)
- Достопочтенный Энтони Шомберг Бинг (31 марта 1876 — 8 апреля 1934).

После его смерти ему наследовал его второй сын (первый, Артур, умерший в младенчестве) Эдмунд Бинг, 6-й граф Страффорд.